# شعير كاليفورني
شعير كاليفورني (الاسم العلمي:Hordeum californicum) هي نوع نباتي يتبع جنس الشعير من الفصيلة النجيلية.  